# DIX Aviation
DIX Aviation war ein deutsches Luftfahrtunternehmen und seit 1999 am Standort Flughafen Paderborn-Lippstadt und Diepholz etabliert. Es fungierte im Bereich Lufttaxi und betrieb Geschäftsreiseflüge. Die Dix Aviation wurde 2008 in die Fairjets integriert und hat den Flugbetrieb unter eigenem Namen eingestellt.

## Flotte
- 1 Cessna Citation CJ1
- 1 Cessna Citation CJ2+
- 2 Beechcraft King Air B200

## Weblink
- Webseite der DIX Aviation (Memento vom 19. Februar 2008 im Internet Archive)